# Mimoun Azaouagh
Mimoun Azaouagh (Beni Sidel, 17 novembre 1982) è un ex calciatore tedesco, di ruolo centrocampista.

## Caratteristiche tecniche
Giocatore rapido e veloce, dotato di uno spiccato talento nel dribbling e di una tecnica individuale di buon livello. Inoltre è dotato di un tiro potente e preciso.

## Carriera

### Club

#### Gli esordi e il primo anno in Bundesliga
Azaough iniziò la sua carriera nelle giovanili del FSV Frankfurt e dell'Eintracht Francoforte; nel 1999, rimanendo in Germania, si trasferisce al Magonza. Nella stagione 2000-2001 gioca con la seconda squadra del Magonza nella Oberliga e soltanto nel settembre del 2002 passa dai dilettanti ai professionisti, dove troverà quasi subito un posto da titolare. In totale con gli Die Nullfünfer colleziona 56 presenze e 5 gol.
Azaough perse le prime tre partite in Bundesliga a causa di un'influenza. Tornato dall'assenza, soltanto dopo due partite, riesce addirittura a segnare uno splendido gol. Durante una partita contro il Wolfsburg il 30 ottobre 2004 la sua carriera venne messa a repentaglio a causa di uno scontro con un altro giocatore. Più tardi verrà ricompensato con dei soldi per il suo infortunio.
Alla fine del 2004 passa allo Schalke 04. Non fu un trasferimento veramente armonioso; infatti la società di Gelsenkirchen non voleva pagare la somma per acquistare il giocatore e solo dopo molti mesi le due società trovarono l'accordo.

#### Schalke 04 e Bochum
Dovettero passare dei mesi per vedere ritornare in campo il giovane marocchino a causa della riabilitazione. il 14 gennaio fece il suo debutto con lo Schalke 04 in una partita amichevole contro il Paderborn. Il 4 marzo successivo invece esordì con la maglia dei Die Knappen in campionato contro l'Hannover 96. Per il primo gol del giovane invece dovettero passare soltanto 12 giorni; infatti il 16 marzo segnò un gol in una partita valevole per la Coppa UEFA agli italiani del Palermo.
Durante la stagione 2006-2007 fu ceduto in prestito al Magonza; la stagione successiva, tornato a Gelsenkirchen, dati i pochi spazi disponibili per poter giocare fu ceduto nuovamente in prestito per il resto della stagione al Bochum. Con i Die Knappen, Azaouagh riuscì comunque a vincere una Coppa di Lega tedesca.
Dopo la stagione 2007-2008 Azaouagh fu acquistato dal Bochum, squadra che lo aveva già preso in prestito un paio di mesi prima, a titolo definitivo. Il suo contratto scadrà il 30 giugno 2012.